# Leernes (Metro de Charleroi)
La estación de Leernes es una estación de la red de Metro de Charleroi, operada por las líneas  y .

## Presentación
La decoración es sombría, como en las estaciones Morgnies y Paradis. Las paredes están recubiertas de azulejos anaranjados. Algunos elementos son verdes.

## Accesos
- Rue du Cimetière